# Saint-Victor-la-Rivière
Pour les articles homonymes, voir Saint-Victor et Rivière.
Saint-Victor-la-Rivière est une commune française située dans le département du Puy-de-Dôme, en région Auvergne-Rhône-Alpes.
Son territoire est situé à l'est du massif des monts Dore et au cœur du parc naturel régional des volcans d'Auvergne.

## Géographie

### Situation et description

#### Situation
La commune de Saint-Victor-la-Rivière est située dans le Massif central, à l'est du massif des monts Dore dans le département du Puy-de-Dôme, l'arrondissement d'Issoire et le canton du Sancy.
Le bourg central du village est situé à 28 km de Clermont-Ferrand, préfecture du département, 150 km de Lyon, préfecture de la région et 372 km de Paris. La commune est située également à 38 km de la ville de Mont-Dore, siège de la communauté de communes, et située au pied du puy de Sancy, alors qu'elle est à moins de 10 km de cette même commune à vol d'oiseau.

#### Description
Il s'agit d'un petit village de moyenne montagne à vocation agricole comprenant un bourg central d'origine très ancienne et de nombreux hameaux périphériques et dont les instances locales tentent, depuis quelques décennies, d'exploiter le site à des fins touristiques.

### Communes limitrophes
Saint-Victor-la-Rivière est limitrophe de cinq autres communes. Au sud-est, le territoire communal est distant d'une trentaine de mètres de celui de Saint-Pierre-Colamine.

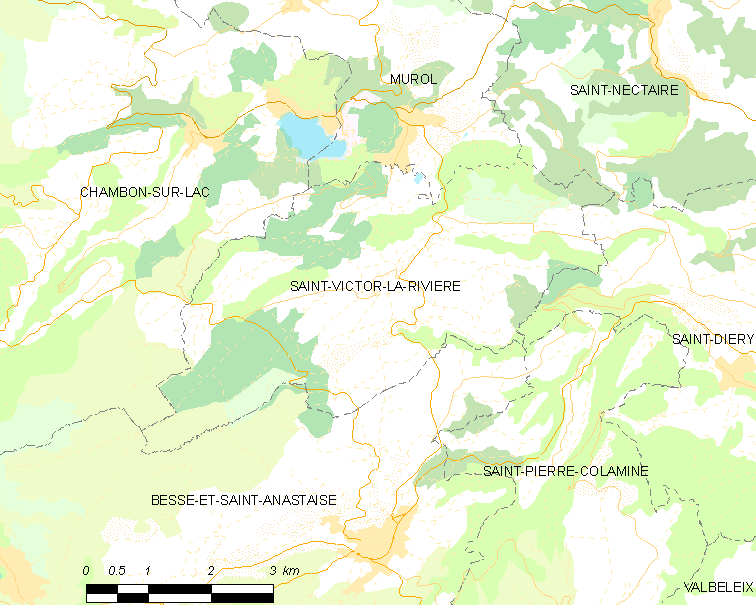
Carte de Saint-Victor-la-Rivière et ses communes avoisinantes.

### Hydrographie
Contrairement à ce que son nom peut laisser supposer, aucune rivière ne traverse la commune. L'explication la plus probable est qu'il s'agit d'une déformation du mot occitan ribèira qui désigne une zone humide marécageuse, comme il en existe dans plusieurs vallées de la commune, et notamment à Jassat.
Plusieurs ruisseaux baignent le territoire communal : deux affluents de la Couze Chambon, un affluent de rive gauche de l'Allier et un sous-affluent de la Loire. :
- le ruisseau du Treuil[2],
- le ruisseau de Courbanges, ou la Planchette[3],

ainsi qu'un affluent de la Couze Pavin : le ruisseau de Malvoissière, ainsi que son propre affluent, le ruisseau de Pré de Font, dont l'écoulement est fortement lié à la fonte nivale où aux pluies saisonnières.

### Géologie
Au lieu-dit de la Roche Romaine, situé au pied du puy de Bessolles, des coulées de basalte datant du Miocène ont été identifiées.

### Climat
Pour des articles plus généraux, voir Climat d'Auvergne-Rhône-Alpes et Climat du Puy-de-Dôme.
En 2010, le climat de la commune est de type climat de montagne, selon une étude du Centre national de la recherche scientifique s'appuyant sur une série de données couvrant la période 1971-2000. En 2020, Météo-France publie une typologie des climats de la France métropolitaine dans laquelle la commune est exposée à un climat de montagne ou de marges de montagne et est dans une zone de transition entre les régions climatiques « Ouest et nord-ouest du Massif Central » et « Nord-est du Massif Central ».
Pour la période 1971-2000, la température annuelle moyenne est de 7,9 °C, avec une amplitude thermique annuelle de 14,8 °C. Le cumul annuel moyen de précipitations est de 1 185 mm, avec 11,5 jours de précipitations en janvier et 8,8 jours en juillet. Pour la période 1991-2020, la température moyenne annuelle observée sur la station météorologique de Météo-France la plus proche, « Le Mont-Dore Bg », sur la commune de Mont-Dore à 11 km à vol d'oiseau, est de 8,2 °C et le cumul annuel moyen de précipitations est de 1 783,3 mm,. Pour l'avenir, les paramètres climatiques de la commune estimés pour 2050 selon différents scénarios d'émission de gaz à effet de serre sont consultables sur un site dédié publié par Météo-France en novembre 2022.

#### Tableau des températures
- Températures minimales et maximales enregistrées en 2015 à Saint-Victor-la-Rivière.

| Mois                              | jan. | fév. | mars | avril | mai | juin | jui. | août | sep. | oct. | nov. | déc. |
| --------------------------------- | ---- | ---- | ---- | ----- | --- | ---- | ---- | ---- | ---- | ---- | ---- | ---- |
| Température minimale moyenne (°C) | −1   | 0,3  | 3,5  | 6     | 9,3 | 13,3 | 16,7 | 15,3 | 9,5  | 7,5  | 6,5  | −4,9 |
| Température maximale moyenne (°C) | 8,7  | 7,4  | 13,5 | 18,8  | 22  | 26,6 | 31,1 | 28   | 20,8 | 15,5 | 15,3 | 13,8 |

### Voies routières et transports
Selon le plan IGN publié sur le site Géoportail,  le territoire communal est parcouru par cinq routes départementales (RD) :
- la RD 5 qui relie Aydat (hameau de Verneuge) à Besse-et-Saint-Anastaise (la Croix de Combe),
- la RD 36 qui relie le bourg (par la RD 635) au bourg de Besse-et-Saint-Anastaise,
- la RD 618 qui relie Murol au hameau de Courbanges (cascade du Cheix),
- la RD 619 qui relie le hameau de Bessolles à Valbeleix,
- la RD 635 qui relie le bourg à la RD 36.

Il existe également de nombreuses routes communales qui relient le bourg à ses hameaux.

## Urbanisme

### Typologie
Au 1er janvier 2024, Saint-Victor-la-Rivière est catégorisée commune rurale à habitat très dispersé, selon la nouvelle grille communale de densité à sept niveaux définie par l'Insee en 2022.
Elle est située hors unité urbaine et hors attraction des villes,.

### Occupation des sols
L'occupation des sols de la commune, telle qu'elle ressort de la base de données européenne d’occupation biophysique des sols Corine Land Cover (CLC), est marquée par l'importance des forêts et milieux semi-naturels (49,6 % en 2018), en diminution par rapport à 1990 (54,8 %). La répartition détaillée en 2018 est la suivante : prairies (47,7 %), forêts (40 %), milieux à végétation arbustive et/ou herbacée (9,6 %), zones agricoles hétérogènes (1,6 %), espaces verts artificialisés, non agricoles (1 %). L'évolution de l’occupation des sols de la commune et de ses infrastructures peut être observée sur les différentes représentations cartographiques du territoire : la carte de Cassini (XVIIIe siècle), la carte d'état-major (1820-1866) et les cartes ou photos aériennes de l'IGN pour la période actuelle (1950 à aujourd'hui).

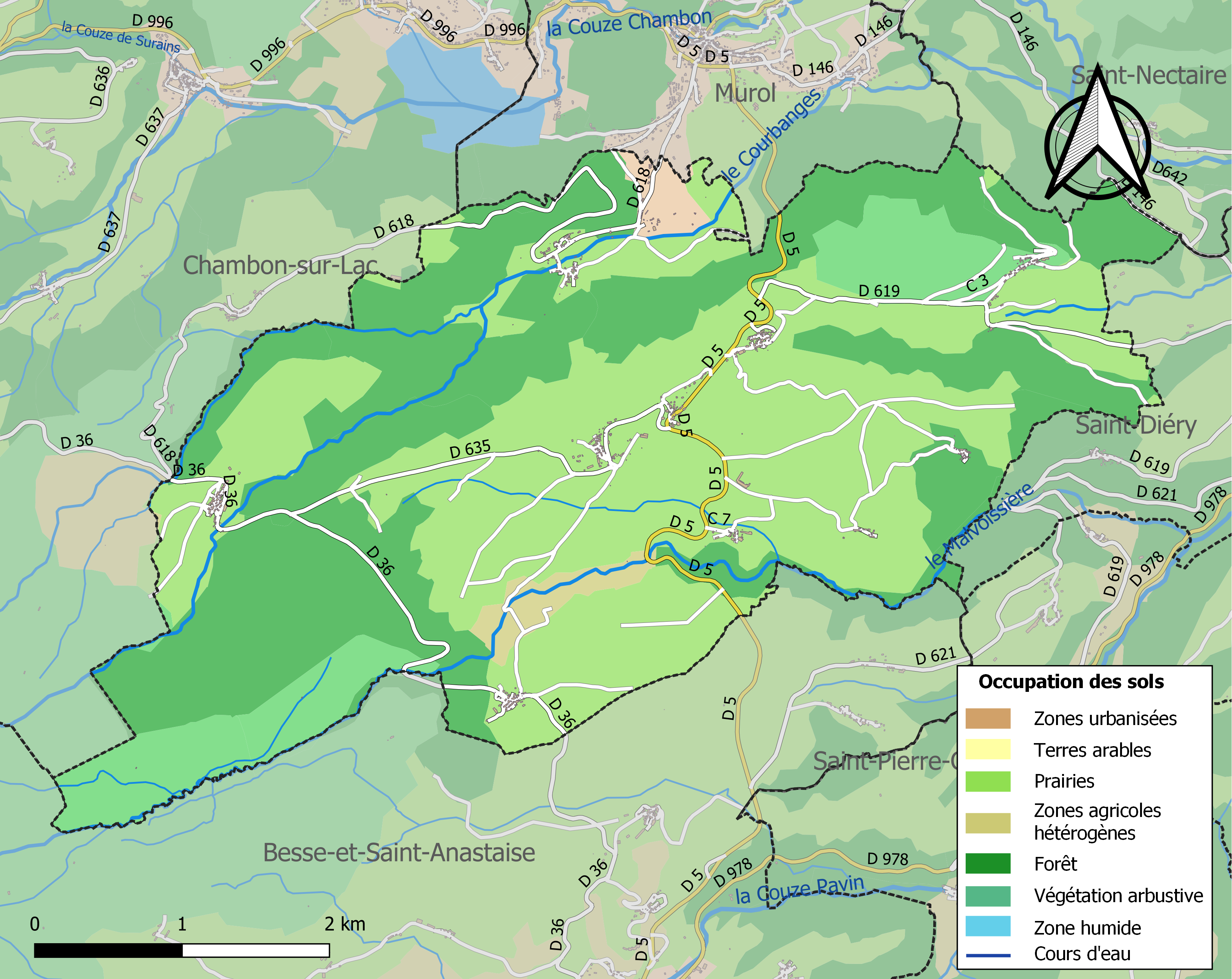
Carte des infrastructures et de l'occupation des sols de la commune en 2018 (CLC).

### Hameaux, lieux-dits et écarts
La commune de Saint-Victor-la-Rivière, située en zone montagneuse entre les villages de Murol et de Besse-et-Saint-Anastaise se compose d'un bourg central et de plusieurs hameaux, ainsi que de nombreux lieux-dits et écarts.
| - Bessolles - Chatelguizon - Chomeilles - Courbanges - Jassat | - le Breuil - le Verdier - Maisse - Roche Romaine - l'Argellier | - Pont de la Gazelle - la Chamonière - les Costes - Moulin chez Jacques - Moulin du Verdier |

## Histoire

### Préhistoire et Antiquité

#### Préhistoire
La présence humaine dans le secteur oriental de la chaîne des Puys est attestée dans les abris sous roche vers 20 000 à 15 000 av. J.-C., au-dessus du hameau de Thônes-le-Vieux dans la commune voisine de Grandeyrolles, où plus de 200 pièces archéologiques ont été mises au jour.
Durant le Néolithique, ce même secteur des Dômes est fortement occupé comme peut l'indiquer la présence de nombreux mégalithes, même si aucune structure de ce type n'a été découverte sur le territoire communal, mais sur le territoire voisin de la commune de Murol.

#### Antiquité
Le site de la Roche Romaine a été occupé à l'époque gallo-romaine, des cases dites celtiques sont encore visibles de nos jours.

## Politique et administration

### Découpage territorial
La commune de Saint-Victor-la-Rivière est membre, depuis le 1er janvier 2012, de la communauté de communes du Massif du Sancy, un établissement public de coopération intercommunale (EPCI) à fiscalité propre créé le 10 décembre 1999 dont le siège est au Mont-Dore. Ce dernier est par ailleurs membre d'autres groupements intercommunaux.
Sur le plan administratif, elle est rattachée à l'arrondissement d'Issoire, à la circonscription administrative de l'État du Puy-de-Dôme et à la région Auvergne-Rhône-Alpes. Jusqu'en mars 2015, elle faisait partie du canton de Besse-et-Saint-Anastaise.
Sur le plan électoral, elle dépend du canton du Sancy pour l'élection des conseillers départementaux, depuis le redécoupage cantonal de 2014 entré en vigueur en 2015, et de la troisième circonscription du Puy-de-Dôme pour les élections législatives, depuis le dernier découpage électoral de 2010.

### Élections municipales et communautaires

#### Élections de 2020
Le conseil municipal de Saint-Victor-la-Rivière, commune de moins de 1 000 habitants, est élu au scrutin majoritaire plurinominal à deux tours avec candidatures isolées ou groupées et possibilité de panachage. Compte tenu de la population communale, le nombre de sièges à pourvoir lors des élections municipales de 2020 est de 11. Sur les vingt-deux candidats en lice, dix sont élus dès le premier tour, le 15 mars 2020, avec un taux de participation de 82,41 %. Le conseiller restant à élire est élu au second tour, qui se tient le 28 juin 2020 du fait de la pandémie de Covid-19, avec un taux de participation de 75,34 %.

#### Chronologie des maires
| Période                                  | Période                       | Identité      | Étiquette  | Qualité                                                                                     |
| ---------------------------------------- | ----------------------------- | ------------- | ---------- | ------------------------------------------------------------------------------------------- |
| Les données manquantes sont à compléter. |                               |               |            |                                                                                             |
|                                          |                               |               |            |                                                                                             |
| 2008                                     | septembre 2017 (décès)        | Jean Houillon | ? puis UDI | Fonctionnaire territorial 5e vice-président de la communauté de communes du Massif du Sancy |
| novembre 2017                            | 2020                          | Johan Jaclard |            |                                                                                             |
| 2020                                     | En cours (au 14 juillet 2021) | François Gory |            | Retraité                                                                                    |

## Population et société

### Démographie

#### Évolution démographique
L'évolution du nombre d'habitants est connue à travers les recensements de la population effectués dans la commune depuis 1793. Pour les communes de moins de 10 000 habitants, une enquête de recensement portant sur toute la population est réalisée tous les cinq ans, les populations de référence des années intermédiaires étant quant à elles estimées par interpolation ou extrapolation. Pour la commune, le premier recensement exhaustif entrant dans le cadre du nouveau dispositif a été réalisé en 2006.

En 2022, la commune comptait 242 habitants, en évolution de −2,42 % par rapport à 2016 (Puy-de-Dôme : +2,1 %, France hors Mayotte : +2,11 %).
| 1793 | 1800 | 1806 | 1821 | 1831 | 1836 | 1841 | 1846 | 1851 |
| ---- | ---- | ---- | ---- | ---- | ---- | ---- | ---- | ---- |
| 701  | 752  | 716  | 756  | 783  | 773  | 799  | 785  | 766  |

| 1856 | 1861 | 1866 | 1872 | 1876 | 1881 | 1886 | 1891 | 1896 |
| ---- | ---- | ---- | ---- | ---- | ---- | ---- | ---- | ---- |
| 709  | 647  | 648  | 635  | 619  | 605  | 604  | 560  | 553  |

| 1901 | 1906 | 1911 | 1921 | 1926 | 1931 | 1936 | 1946 | 1954 |
| ---- | ---- | ---- | ---- | ---- | ---- | ---- | ---- | ---- |
| 538  | 525  | 503  | 428  | 516  | 387  | 376  | 308  | 323  |

| 1962 | 1968 | 1975 | 1982 | 1990 | 1999 | 2006 | 2011 | 2016 |
| ---- | ---- | ---- | ---- | ---- | ---- | ---- | ---- | ---- |
| 238  | 218  | 180  | 183  | 199  | 216  | 219  | 246  | 248  |

| 2021 | 2022 | - | - | - | - | - | - | - |
| ---- | ---- | - | - | - | - | - | - | - |
| 245  | 242  | - | - | - | - | - | - | - |

#### Pyramide des âges
En 2018, le taux de personnes d'un âge inférieur à 30 ans s'élève à 29,4 %, soit en dessous de la moyenne départementale (34,2 %). À l'inverse, le taux de personnes d'âge supérieur à 60 ans est de 29,5 % la même année, alors qu'il est de 27,9 % au niveau départemental.
En 2018, la commune comptait 136 hommes pour 115 femmes, soit un taux de 54,18 % d'hommes, largement supérieur au taux départemental (48,41 %).
Les pyramides des âges de la commune et du département s'établissent comme suit.
| Hommes | Classe d’âge | Femmes |
| ------ | ------------ | ------ |
| 0,7    | 90 ou +      | 0,0    |
| 7,5    | 75-89 ans    | 8,8    |
| 23,1   | 60-74 ans    | 18,4   |
| 23,1   | 45-59 ans    | 26,3   |
| 16,4   | 30-44 ans    | 16,7   |
| 14,2   | 15-29 ans    | 13,2   |
| 14,9   | 0-14 ans     | 16,7   |

| Hommes | Classe d’âge | Femmes |
| ------ | ------------ | ------ |
| 0,7    | 90 ou +      | 2,1    |
| 7,4    | 75-89 ans    | 10,2   |
| 17,7   | 60-74 ans    | 18,6   |
| 20,2   | 45-59 ans    | 19,2   |
| 18,4   | 30-44 ans    | 17,4   |
| 18,6   | 15-29 ans    | 17,2   |
| 17     | 0-14 ans     | 15,3   |

## Économie

### Le secteur agricole
La commune héberge sur son territoire de nombreux élevages de bovins[réf. souhaitée].

### Le secteur touristique
La commune héberge sur son territoire un terrain de camping pour caravanes et véhicules de loisirs, près du hameau de Jassat.

## Culture locale et patrimoine

### Lieux et monuments

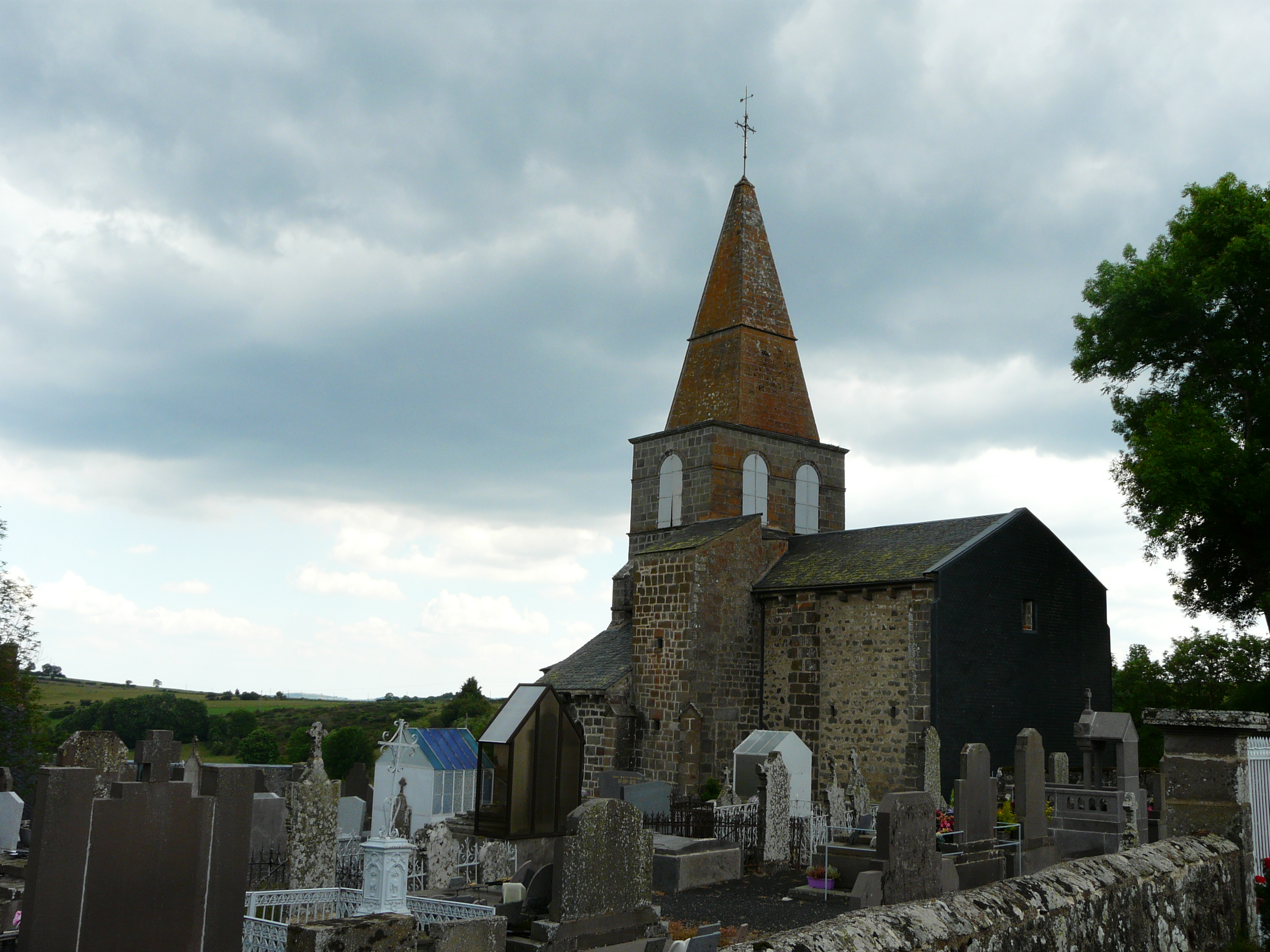
L'église Saint-Victor.

#### L'église Saint-Victor
Juchée sur un rocher de basalte, l'église Saint-Victor date pour sa partie principale du XIIe siècle. Cet édifice religieux, de rite catholique et dont la nef principale mesure 20 m, est inscrit au titre des monuments historiques depuis 1962.
À cet édifice roman, des constructions postérieures ont été ajoutées : deux travées à voûte d'ogives ont été bâties au XVe siècle. Une chapelle supplémentaire et la tour d'accès au clocher ont été construites au XVIe siècle.
Une cuve baptismale du XIIe siècle est présente à proximité de la porte d'entrée. Une pierre d'autel datant de la même période a été retrouvée lors de travaux de restauration. Des décors peints durant les XIIe, XVIe et XVIIe siècles ont également été découverts lors de travaux identiques. L'église recèle également une cloche datée de l'an 1533, objet classé au titre des monuments historiques.

### Saint-Victor-la-Rivière et ses environs au cinéma
- 1955 : Gas-oil de Gilles Grangier : certains plans du tournage de ce film avec Jean Gabin ont été effectués sur la RD5, route qui monte sur le plateau dans les environs immédiats de la commune.